# 정금초등학교
정금초등학교는 대한민국 강원특별자치도 횡성군 우천면 정금리에 있는 공립 초등학교이다.

## 학교 연혁
- 1934년 9월 30일: 안흥공립보통학교 부설 정금간이학교 설립인가
- 1937년 5월 31일: 부설 하산전간이학교(용둔초등학교) 인가
- 1938년 3월 31일: 정금공립심상소학교 승격 개교
- 1941년 4월 1일: 정금공립국민학교 개칭

## 참고 자료
- 정금초등학교 - 한국교육학술정보원 학교알리미